# Avon-les-Roches
Avon-les-Roches è un comune francese di 549 abitanti situato nel dipartimento dell'Indre e Loira nella regione del Centro-Valle della Loira.

## Società

### Evoluzione demografica
Abitanti censiti